# Brouwerij 't Scheepken
Brouwerij 't Scheepken is een voormalige brouwerij gelegen te Eksaarde en was actief van eind 19de eeuw tot 1959.
De brouwerij was in handen van de familie Everaert.
Momenteel staat er een restaurant op die plek met de naam "'t Oud scheepken".

## Bieren[2]
- Bock
- Export
- Pils
- Speciaal
- Sterk